# Переполох (фільм, 1928)
«Переполох» (інша назва: «Помилка енерала Стрехи») — радянська німа чорно-біла кінокомедія 1928 року. Вважалося, що фільм не зберігся, однак, у 2015 році він був знайдений і показаний в рамках кінофестивалю «Білі стовпи».

## Сюжет
Середина 1920-х років. У село Глухарьов приходить з волості наказ «у порядку розкладки» відправити одного з селян на курорт. Складений незрозумілою казенною мовою папір викликав на селі переполох. Нерозуміючі що таке «курорт», стривожені словом «розкладка», селяни вирішують «пожертвувати» одним з селян. Після довгих умовлянь «постраждати за мир» погодився сухорукий Захар Пеньков, йому втрачати нічого — ні здоров'я, ні господарства. Захар їде. Його дружині Анісьї, що залишається «вдовою», з кожного двору «за чоловіка» несуть сіна, поросят… і її господарство поправляється. Вважаючи, що чоловік вже не повернеться, Анісья вирішує вийти заміж за місцевого паламаря, який до цього давно вже ходив до неї. Але раптом Захар повертається — зміцнілий і вилікуваний від хвороби після відпочинку і лікування на курорті в Лівадії… прямо на поминки по собі — його поп вже відспівав, і до весілля дружини з дяком.

## У ролях
- Леонід Волков —  Захар Пеньков, сухорукий мужик «енерал Стреха»
- Клавдія Чєбишова —  Анісья, його дружина
- Данило Введенський —  паламар
- А. Отрадін —  мельник, куркуль
- Михайло Бессонов —  тесля

## Знімальна група
- Режисер — Олександр Лєвшин
- Сценаристи — Іван Пир'єв, Арсен Аравський
- Оператор — Василь Алексєєв
- Художник — Олексій Уткін